# Wolfram Huschke (Cellist)
Wolfram Huschke (* 6. August 1964 in Weimar) ist ein deutscher Cellist.

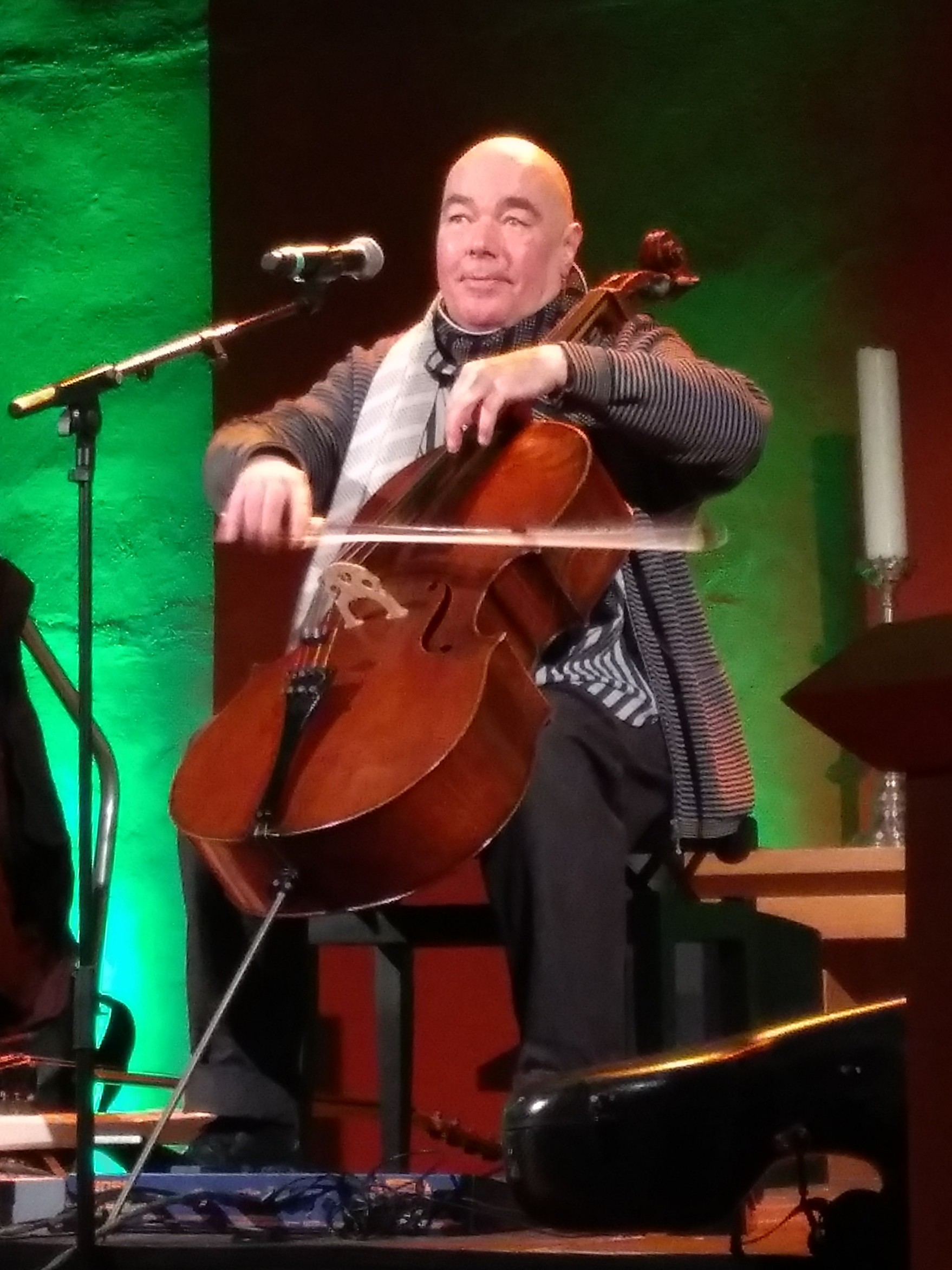
Wolfram Huschke spielt in der Kirche Schenkenberg im Dezember 2024

## Leben
Wolfram Huschke erhielt seine musikalische Ausbildung unter anderem im Musikgymnasium Schloss Belvedere in Weimar. Danach studierte er 1984–1985 an der dortigen Hochschule für Musik Franz Liszt, mit Hauptfach Cello. Von 1986 bis 1988 war er freischaffender Cellist in Berlin. Es folgten 1988 das Studium an der Hochschule für Musik Saar in Saarbrücken unter Julius Berger sowie Aufenthalte in Belgien, Südafrika und den Vereinigten Staaten. Dem schloss sich ein Studium am Mozarteum in Salzburg bei Dankwart Gahl an. 
Neben der Arbeit mit dem „normalen“, analog-akustischen Violoncello sind auch das E-Cello und die damit verbundenen Möglichkeiten wichtiger Teil seiner Arbeit. Er hat zahlreiche Alben veröffentlicht, mehrere Fernsehauftritte absolviert und auch mit Künstlern wie Marianne Faithfull und Marius Müller-Westernhagen zusammengearbeitet. Im Jahr 1998 gründete er auch sein eigenes Label. Spätestens ab dem Jahr 2000 trat Wolfram Huschke in ungewöhnlichen Destinationen auf, entwickelte Konzertprogramme mit den dazu passenden Überschriften, wie „Wasser trifft Cello“, und nimmt sein Publikum mit auf die Reise am jeweiligen Konzertabend.

## Karriere
Huschke veranstaltete unter anderem im Mai 2011 ein Konzert im denkmalgeschützten Wasserturm Bernau. Auch auf der Cello Akademie Rutesheim gastierte er. Der "Ausnahmecellist" wirkte Mitte der 2010er Jahre bei den NDR-Kultur-Neo-Konzerten mit und überschreitet schon lange die Grenzen zwischen Rock, Pop und Klassik, spielt seine Eigenproduktionen unter dem Motto „Huschke spielt Huschke“. Im Jahre 2017 wirkte der "Cello-Poet" an den Lauerbacher Pfingstmusiktagen mit. Im ersten Corona-Sommer 2020 agierte Huschke bei einigen Open-Air-Konzerten. 2021 nahm Wolfram Huschke wieder seine Konzerttätigkeit auf und gibt Solo-Auftritte in Theatern und Clubs sowie wieder bei Open Airs. Mit einem eigenen Bach-Programm konzertiert Wolfram Huschke auch in Klöstern und in weltlichen Lokationen, wie alten Festungsanlagen und Manufakturen. Im Juni 2022 spielte er beim 25. Euregio Musik Festival in Osnabrück.

## Diskografie
Alben
- 1995: Diabolica
- 1995: Give Beauty
- 1998: Huschke[12]
- 1998: Alien Diary[13]
- 1999: Gailer Krach[14]
- 2000: Grenzbereiche[15]
- 2001: Mittendrin[16]
- 2003: Entdeckungen
- 2012: Umbruch